# Cucumis dipsaceus
Cucumis dipsaceus (Lata e Mittal, 2015) é uma planta originária da Etiópia, África e distribuída em países vizinhos, como Quênia, Uganda, Somália, Tanzânia e Sudão. Conhecido também como maxixe-bravo. No Brasil, é muito comum na Região Nordeste.

## Características
O maxixe-bravo apresenta ramos bem distribuídos por entre galhos de outras plantas; folhas tripartidas e aveludadas. Seus frutos, quando imaturos, apresentam-se na cor verde (tom claro) e amarelos quando maduros, medindo aproximadamente 6,08 cm de comprimento e 3,85 cm de diâmetro, com peso total da massa medindo aproximadamente 48,26 g, dispondo de grande quantidade de sementes, as quais se assemelham às sementes do maxixe comum, medindo entre 3 e 3,5 mm de cumprimento e 1,5 mm de largura e na cor bege. A característica principal são os espinhos frágeis, semelhantes a pelos, que não chegam a ferir a pele. O dipsaceus é comum nos campos de pastagens em estados do Nordeste do Brasil, por ter preferência por clima quente e seco.

## Uso
Em algumas regiões da África, as folhas são consumidas cozidas na alimentação. Embora saiba-se que seus frutos são ricos em minerais, proteínas e aminoácidos em quantidades satisfatórias, não se tem estudos sobre o uso correto da planta. No Brasil, é pouco conhecida e não se tem conhecimento do seu uso na alimentação nem humana nem animal; além disso existem poucos estudos que avaliem sua importância, e onde ela ocorre acredita-se que seja uma planta tóxica. No entanto, ela é usada como planta decorativa em algumas regiões.